# Toyota C-HR
Toyota C-HR (Coupe High Rider, укр. Тойота Сі ейч-ар) — компактний кросовер японського виробника автомобілів Toyota.

## Перше покоління (2016–2023)

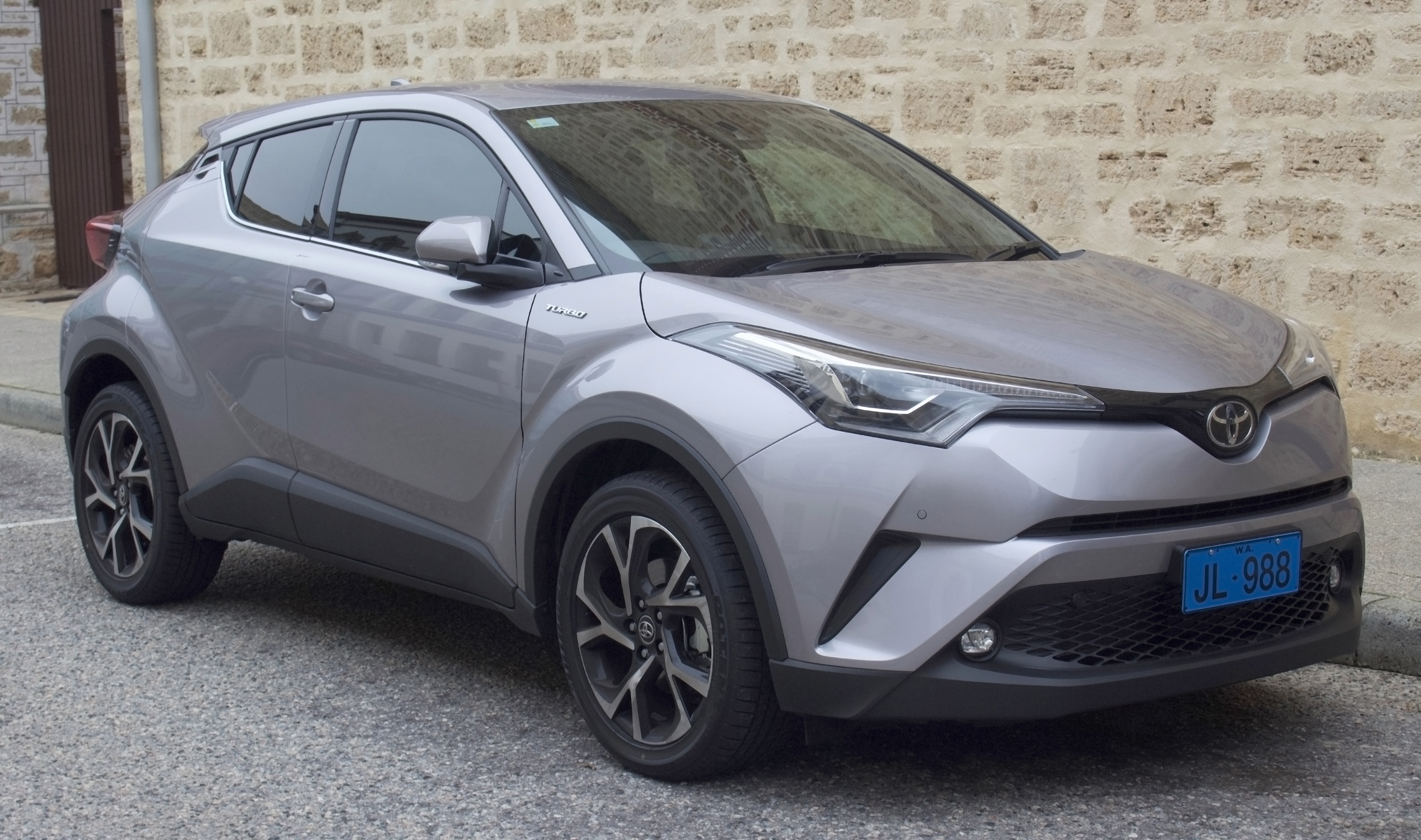
Toyota C-HR (2016―2019)

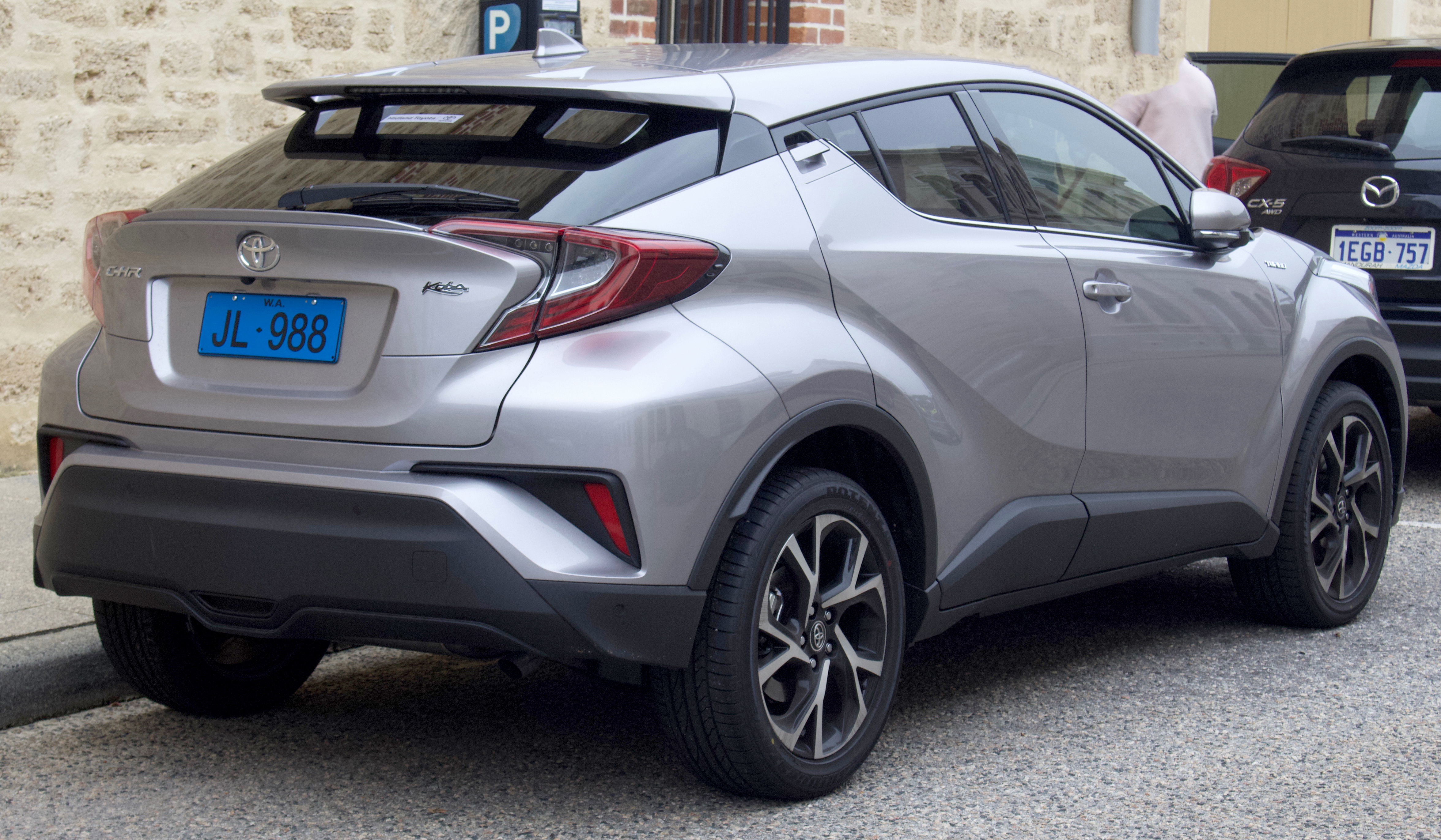
Toyota C-HR (2016–2019)

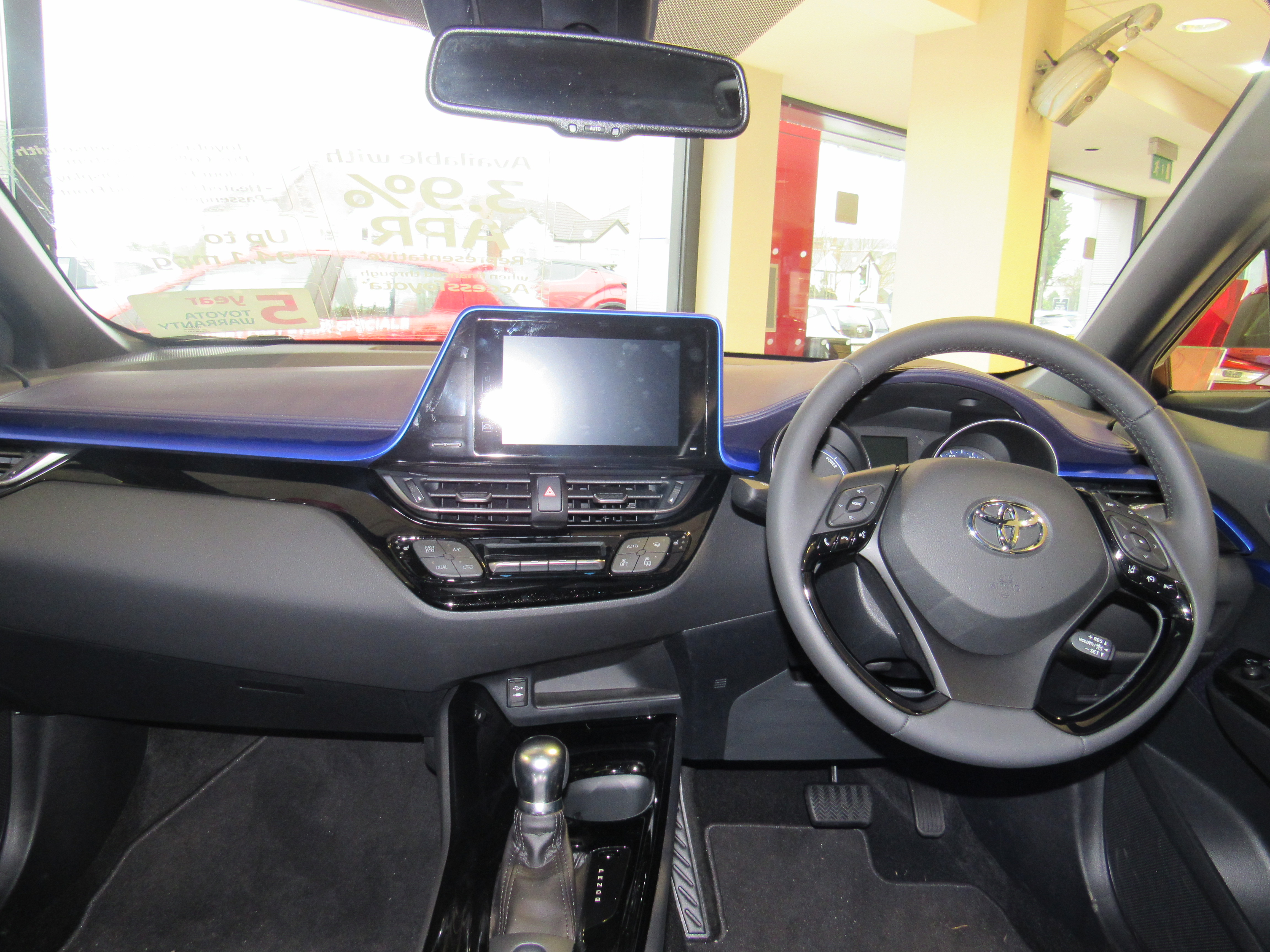
Toyota C-HR

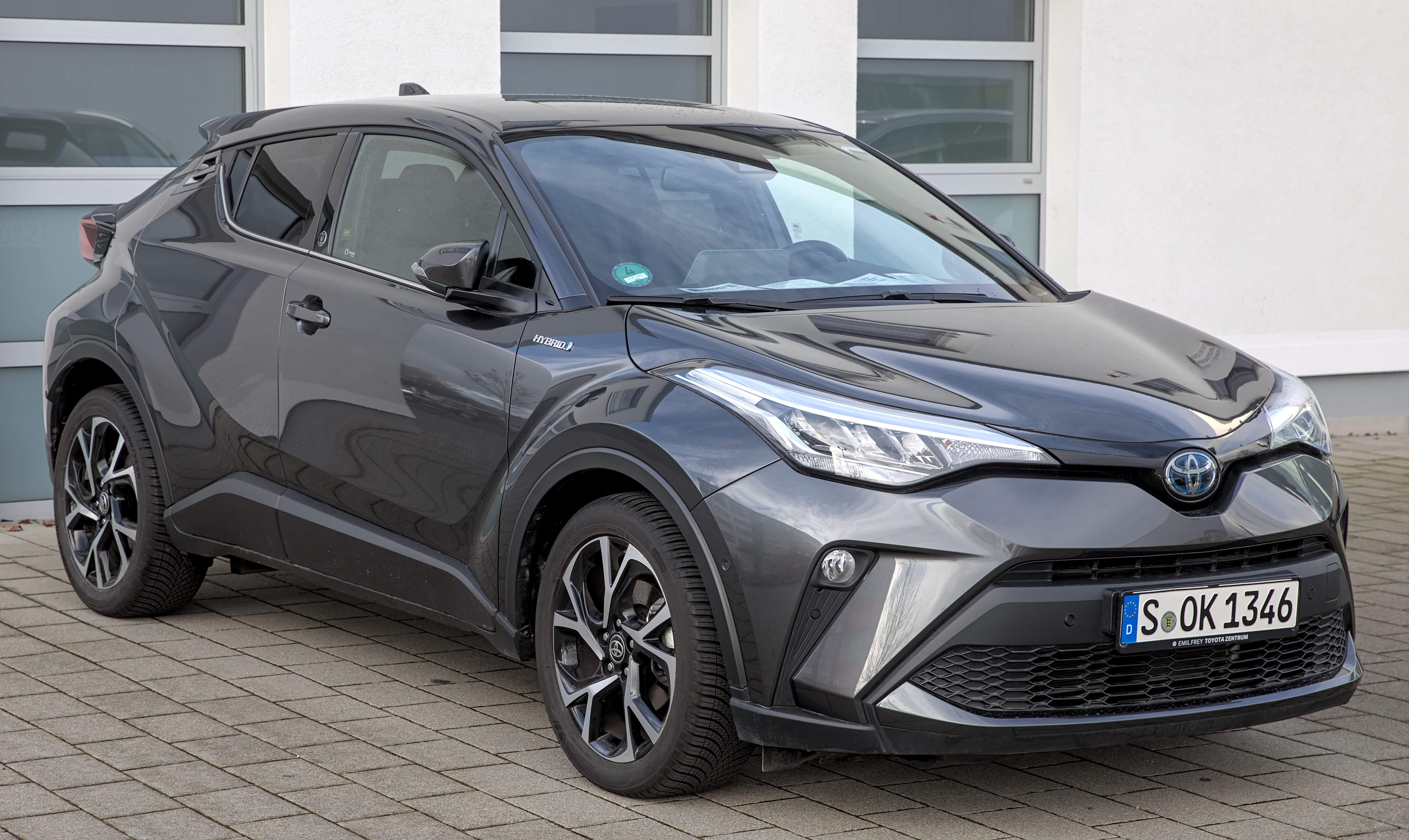
Toyota C-HR (2019-2023)

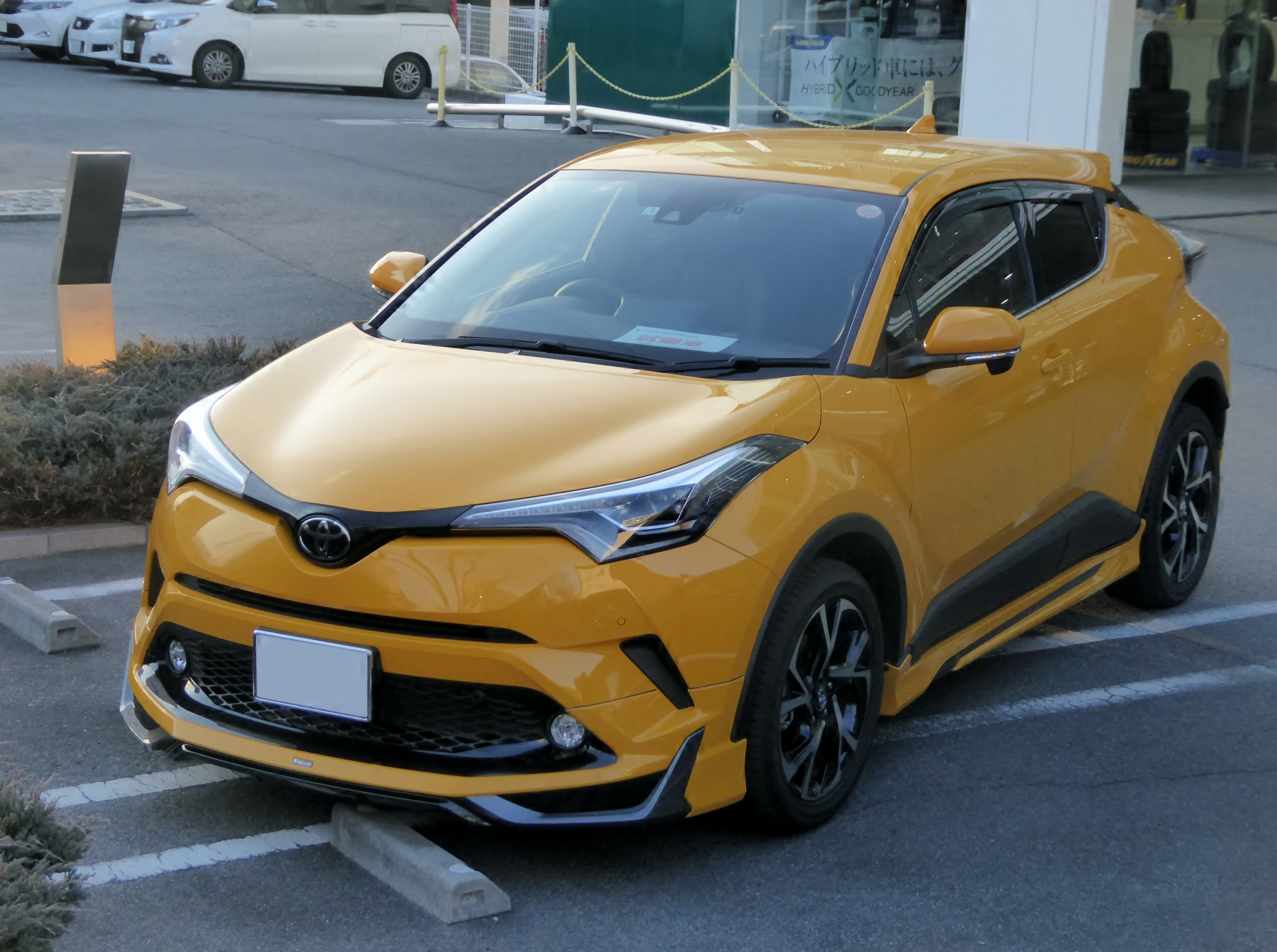
Toyota C-HR G-T від TRD

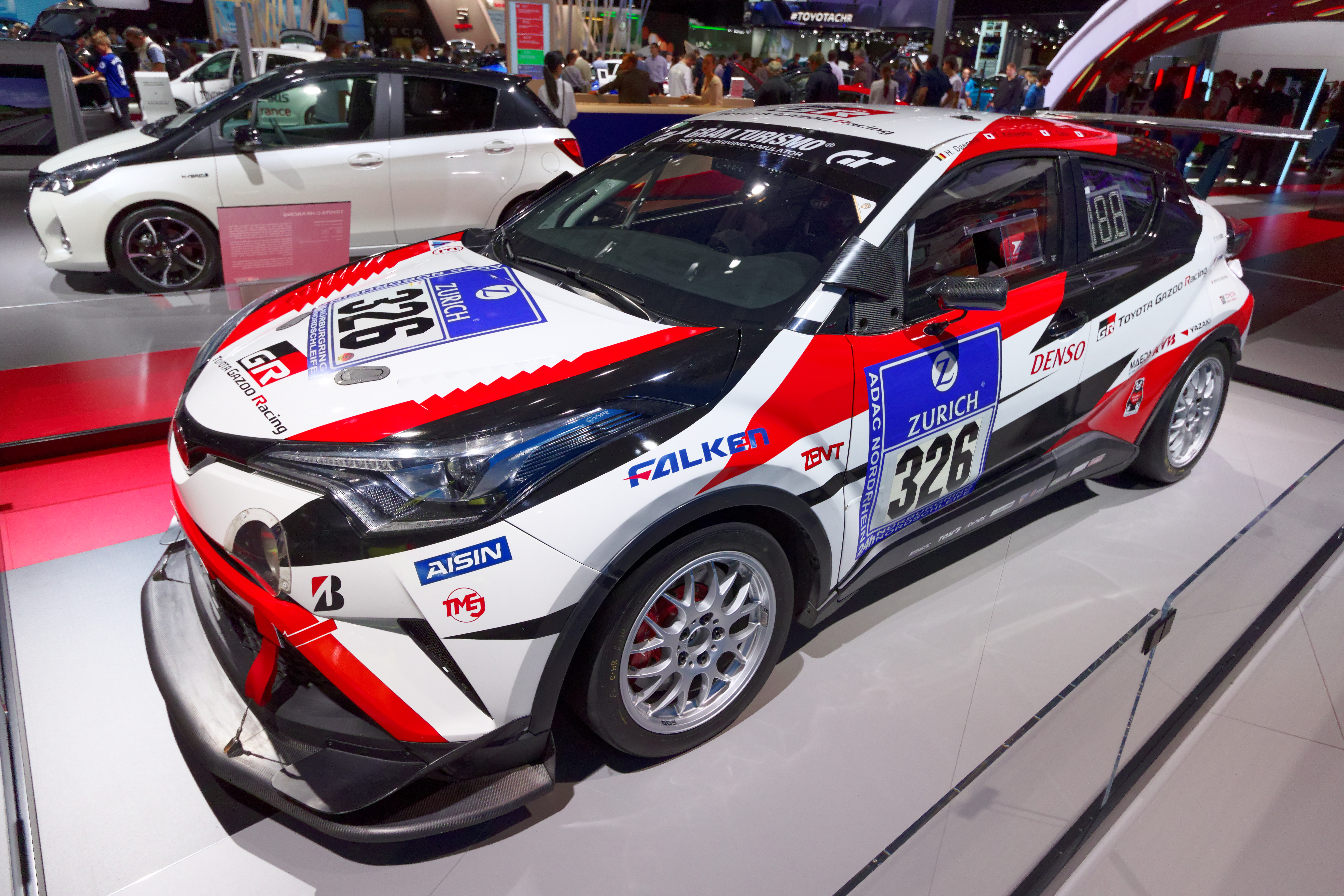
Toyota C-HR Racing

Автомобіль представлений на Женевському автосалоні 2016 року і майже повністю копіює одноіменний концепт-кар представлений на автосалоні в Парижі 2014 року. Ця модель займе в модельному ряді фірми місце між компактним Yaris і кросовером RAV4. Ця модель по задумці розробників повинна повторити успіх останнього і стати альтернативою традиційним хетчбекам.
Автомобіль конкурував з Nissan Qashqai, Mazda CX-3 і Honda HR-V.
Автомобіль збудовано на платформі TNGA, що й Toyota Prius. Спереду автомобіль укомплектований стійками McPherson, а ззаду торсіонною балкою. Кросовер Toyota C-HR, крім 1.8 літрової 122-сильної гібридної силовою установки, буде доступний для замовлення і з традиційними моторами. Для автомобіля запропоновані на вибір бензиновий турбомотор 1.2 л потужністю 116 к.с., а також дизелі. Пізніше в гамі з'явиться 2.0 л бензиновий двигун потужністю 148 к.с. Гібридна модифікація - передньопривідна, а варіанти з іншими силовими агрегатами за доплату можуть бути і повноприводними. Всі моделі пропонуються з безступеневою коробкою CVT Multidrive S, а версія з двигуном 1,2 л може комплектуватись і 6-ст. механічною коробкою передач. Виключно для індонезійського ринку пропонується модель з двигуном 1,5 л потужністю 107 к.с.
Автомобіль отримав комплекс систем безпеки Toyota Safety Sense (системи автоматичного гальмування, стеження за дорожньою розміткою та знаками, адаптивний круїз-контроль), систему автоматичного перемикання дальнього світла на ближній, мультимедійний комплекс Touch 2 з 8-дюймовим екраном, аудіосистема JBL з дев'ятьма динаміками.
Автомобіль виготовляється в Таїланді, Індонезії та Туреччині. Спочатку кросовер надійшов в продаж на ринок Європи та Японії, а пізніше поступив до дилерів США.
У стандартній комплектації моделі 2020 року сидіння мають тканинну оббивку. В якості опції доступні шкіряний салон, підігрів передніх крісел, регульоване сидіння водія і обшите шкірою рульове колесо.
Інтер'єр C-HR такий же екстравагантний, як і екстер'єр. Салон має різноманітні фактурні поверхні - від дверних панелей з алмазним принтом до чорної глянцевої обшивки. Більшість матеріалів, використаних в салоні, хорошої якості, за винятком пластика на центральній консолі.
У стандартну комплектацію C-HR входить 8-дюймовий сенсорний екран з підтримкою Apple CarPlay, Android Auto і Amazon Alexa. Додаткові стандартні функції включають в себе супутникове радіо, шість динаміків, порт USB, Bluetooth, Wi-Fi, двозонний автоматичний клімат-контроль, систему безключового доступу та електричні склопідйомники.
Інформаційно-розважальна система з сенсорним екраном проста у використанні і має зрозуміле меню. Система має кілька фізичних кнопок і ручок, що дозволяє легко регулювати звук і настройки клімату під час водіння. Додаткові функції включають навігацію, HD-радіо і запуск двигуна за допомогою кнопки.
Toyota оновила C-HR для 2021 модельного року. Кросовер отримав систему безпеки Toyota Safety Sense 2.0, а також новий зовнішній вигляд Nightshade Edition. 
Toyota C-HR 2022 пропонує багажник об'ємом 377 л з вертикальними сидіннями та 1160 зі складеними спинками задніх крісел.
У Китаї позашляховик продають спільні підприємства FAW-Toyota та GAC-Toyota. Автомобіль, побудований FAW, продається як Toyota Izoa, автомобіль, побудований GAC, як Toyota C-HR. Обидві моделі доступні в Китаї з липня 2018 року.

### Toyota C-HR EV

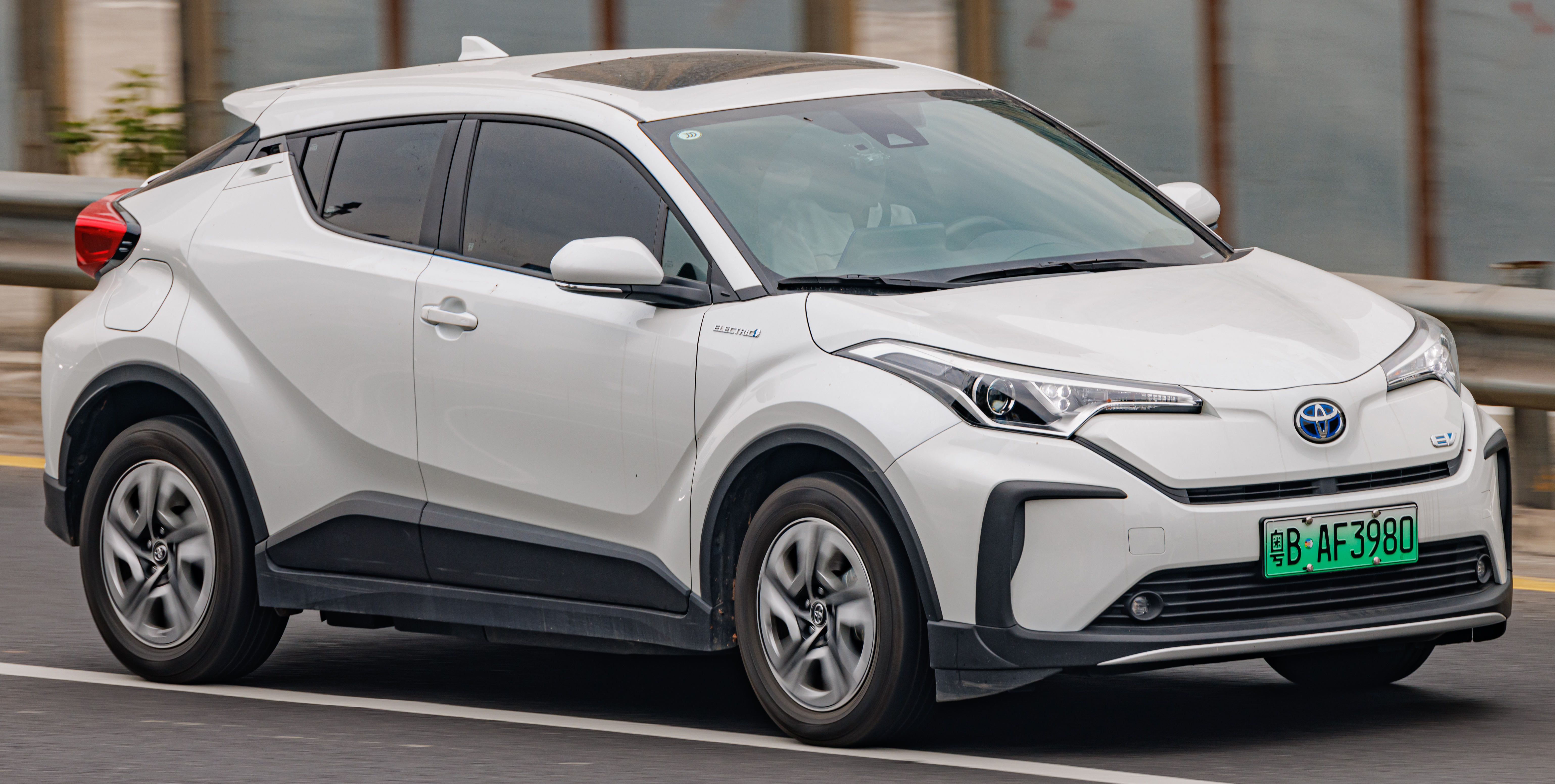
Toyota C-HR EV

На автосалоні в Шанхаї в квітні 2019 року Toyota представила кросовери C-HR, і Izoa з електроприводом. Вони надійшли в продаж у Китаї в квітні 2020 року.

### Двигуни
| Модель      | Код       | Об'єм см³ | Циліндри/ Клапани | Потужність кВт (к.с.) при об/хв | Крутний момент Нм при об/хв | Роки випуску | Примітки  |
| Бензинові   | Бензинові | Бензинові | Бензинові         | Бензинові                       | Бензинові                   | Бензинові    | Бензинові |
| ----------- | --------- | --------- | ----------------- | ------------------------------- | --------------------------- | ------------ | --------- |
| 1.2 i Turbo | 8NR-FTS   | 1197      | 4/16              | 85 (116) / 5600                 | 185 / 1500-4000             | 2016-2020    |           |
| 1.8 i       | 2ZR-FBE   | 1798      | 4/16              | 104 (141) / 6000                | 177 / 4000                  | з 2017       | Малайзія  |
| 2.0 i       | M20A-FKS  | 1987      | 4/16              | 109 (148) / 6200                | 195 / 4000                  | з 2017       | Китай     |
| 2.0 i       | 3ZR-FAE   | 1987      | 4/16              | 109 (148) / 6200                | 195 / 4000                  | з 2017       |           |
| 2.0 i       |           | 1987      | 4/16              | 126 (171) / 6600                | 203 / 4400–4800             | з 2018       |           |
| Гібридні    |           |           |                   |                                 |                             |              |           |
| 1.8 VVT-i   | 2ZR-FXE   | 1798      | 4/16              | 90 (122) / 5200                 | 142 / 3600                  | з 2016       |           |
| 2.0 VVT-i   | 2ZR-FXE   | 1798      | 4/16              | 135 (184) / 6000                | 190 / 4400–5200             | з 2019       |           |

Електромобіль
- C-HR/IZOA EV синхронний електродвигун 4KM 204 к.с. 300 Нм батарея 54,3 кВт*год пробіг 400 по циклу NEFZ

## Друге покоління (з 2023)

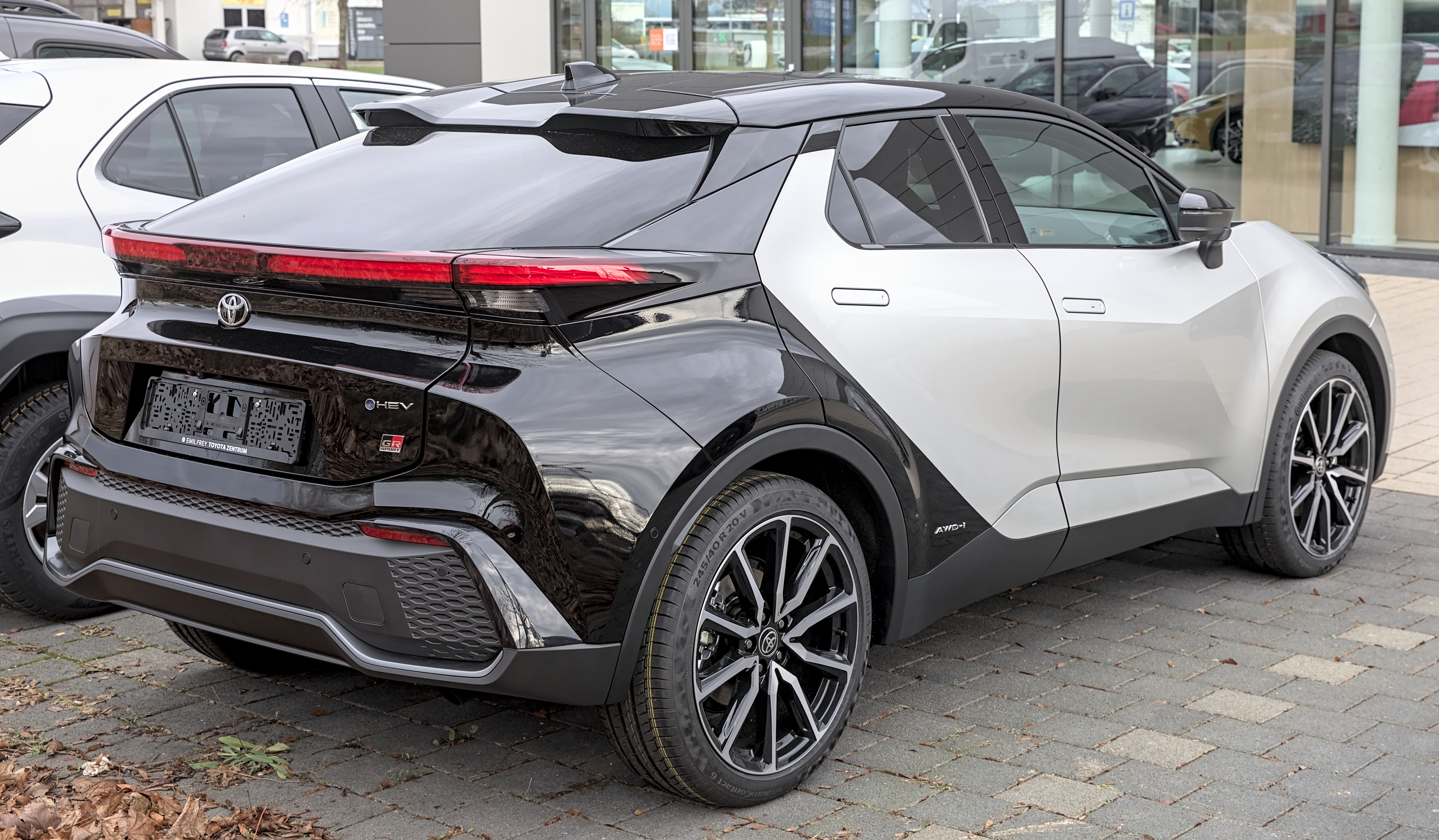
Toyota C-HR hybrid

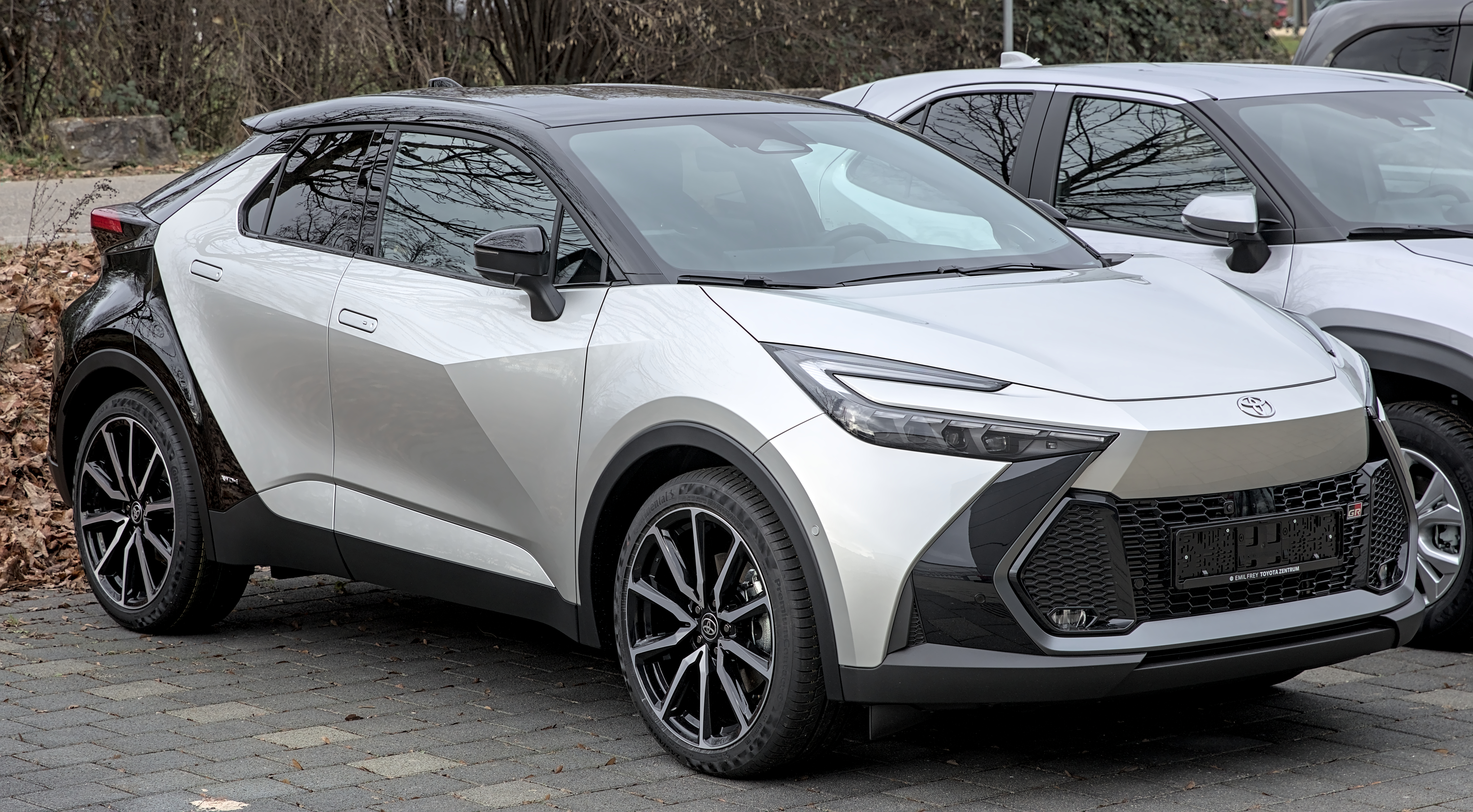
Toyota C-HR hybrid

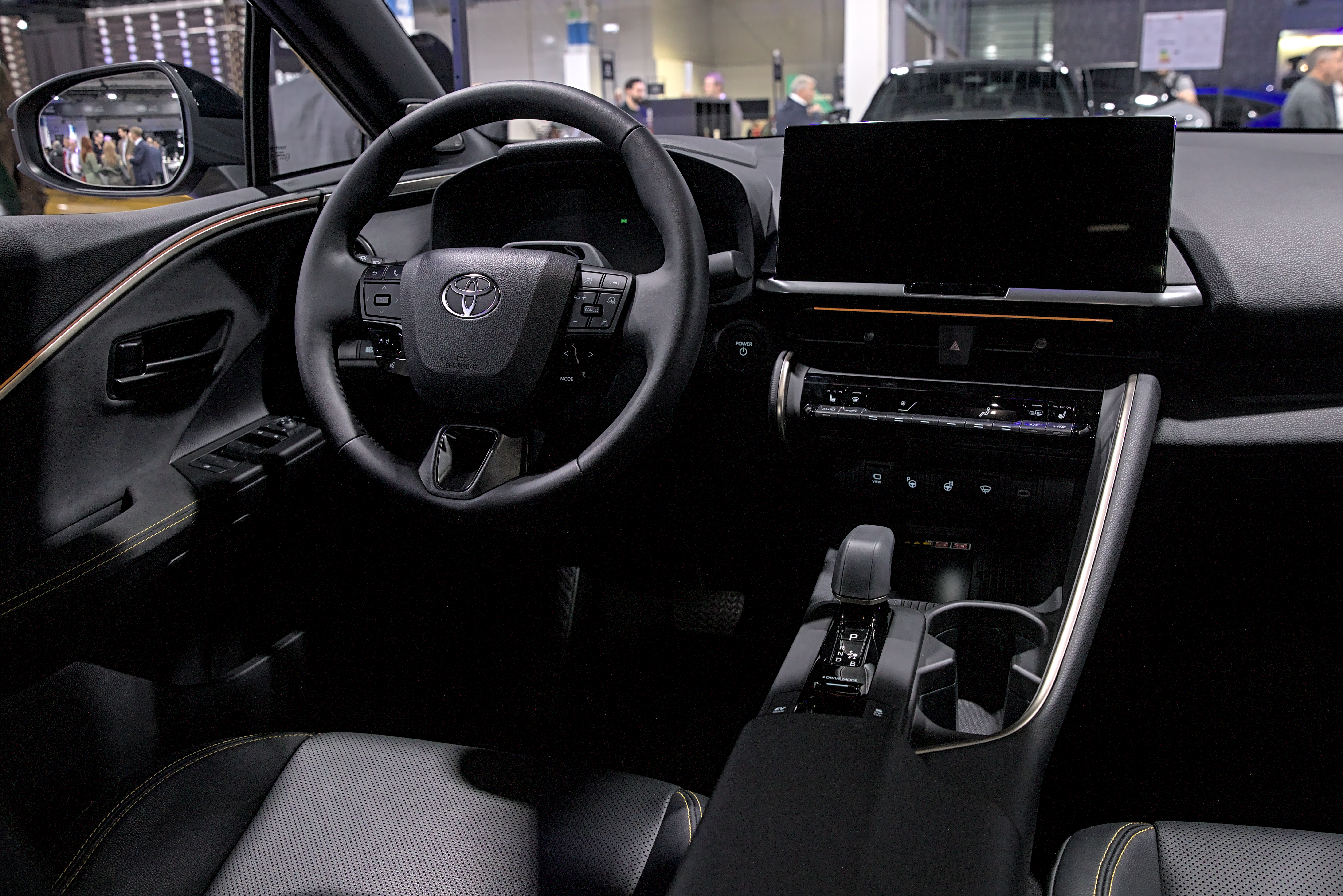

У червні 2023 року Toyota представила друге покоління C-HR, яке візуально базується на поточних моделях бренду, таких як bZ4X або Prius, і вийшло на ринок наприкінці року. Від останнього модель також використовує, серед іншого, новий гібридний привід, що підключається від мережі, із системною потужністю 223 к.с. Базовим двигуном є 1,8-літровий бензиновий двигун, який поєднується з електродвигуном і видає 140 к.с. Інший повний гібрид використовує 2,0-літровий бензиновий двигун і видає 198 к.с. Це також опціонально доступне з повним приводом. Замість прихованих ручок задніх дверей усі вони тепер висувні.

### Двигуни
Hybrid:
- 1798 см3 2ZR-FXE I4
- 1986 см3 M20A-FXS I4

Plug-in hybrid:
- 1986 см3 M20A-FXS I4

## Продажі
| Рік  | Європа  | США    | Японія  | Китай (C-HR) | Китай (IZOA) | Таїланд |
| ---- | ------- | ------ | ------- | ------------ | ------------ | ------- |
| 2016 | 7,123   |        |         |              |              |         |
| 2017 | 108,170 | 25,755 | 117,299 |              |              |         |
| 2018 | 131,348 | 49,642 | 76,756  | 22,720       | 29,080       | 15,930  |
| 2019 | 119,786 | 48,930 | 55,677  | 59,461       | 52,989       |         |